# Roland Kaiser (Schauspieler)
Roland Ernst Wolf Kaiser (* 9. April 1943 in Damsdorf, Landkreis Zauch-Belzig, Brandenburg; † 4. Januar oder 4. Februar 1998 in Berlin) war ein deutscher Schauspieler und Synchronsprecher.

## Karriere
Kaiser war in den 1950er-Jahren außerordentlich bekannt als Kinderstar durch seinen zweiten Film Emil und die Detektive (1954). Er wirkte bis zu seinem 18. Lebensjahr in weiteren 20 Filmen mit, darunter Die Zürcher Verlobung, Ferien auf Immenhof oder Wolfgang Staudtes Rosen für den Staatsanwalt.
Mit der Jugend endete auch die Filmkarriere, er sprach in den folgenden Jahren noch einige Synchronrollen. So sprach er beispielsweise Tommy Rettig in der deutschen Fassung des Westerns Fluß ohne Wiederkehr.

## Filmografie (Auswahl)
- 1954: Keine Angst vor Schwiegermüttern
- 1954: Eskapade (TV)
- 1954: Der treue Husar
- 1954: Emil und die Detektive
- 1955: Meine Kinder und ich
- 1956: Du bist Musik
- 1957: Ferien auf Immenhof
- 1957: Robinson soll nicht sterben
- 1957: Die Zürcher Verlobung
- 1957: Vater, unser bestes Stück
- 1957: Heute blau und morgen blau
- 1957: Casino de Paris
- 1957: Liebe, Jazz und Übermut
- 1958: Ohne Mutter geht es nicht
- 1958: Ihr 106. Geburtstag
- 1958: Münchhausen in Afrika
- 1958: Kleine Leute mal ganz groß
- 1958: Der Mann im Strom
- 1959: Rosen für den Staatsanwalt
- 1959: Was eine Frau im Frühling träumt
- 1961: Ramona
- 1961: Immer Ärger mit dem Bett
- 1968: Anker auf und Leinen los! (Fernsehserie, Folge 8: Der blinde Passagier)

## Hörspiele
- 1953: Zeuge Herbert Frey – Regie: Curt Goetz-Pflug
- 1955: Die Kinder der Elisa Rocca – Regie: Hanns Korngiebel
- 1955: Eine Gondel in Paris – Regie: Hanns Korngiebel
- 1956: Major Skillgud übernimmt die Untersuchung – Regie: Heinz von Cramer
- 1956: Columbushaus – Regie: Hanns Korngiebel
- 1956: Ciske, die Ratte – Regie: Hanns Farenburg
- 1956: Ich bin gleich wieder da – Regie: Egon Monk
- 1956: Abenteuer der Straße – Regie: Carlheinz Riepenhausen
- 1958: Der Fleck an der Wand – Regie: Erich Köhler
- 1960: Durchgebrannt – Regie: Rolf von Goth
- 1962: Die große Schaffe – Regie: Rolf von Goth
- 1962: Die Karre im Hof – Regie: Lothar Kompatzki